# Taxi, maringotka a korida
Taxi, maringotka a korida je černobílý francouzský komediální film z roku 1958, který režíroval André Hunebelle a v jehož hlavní roli účinkoval Louis de Funès. Patří mezi filmy, které byly do češtiny předabovány a v Česku premiérovány až ve 21. století, dabing byl konkrétně vyroben v roce 2011, Funèse nadaboval Václav Faltus, podobně jako u filmu Jak vykrást banku.

## Děj
Maurice (Louis de Funès), pařížský taxikář, se vydává se svou rodinou na dovolenou do Španělska, kam se snaží tajně propašovat nelegální tabák. Na hraničním přechodu si syn Jacques (Guy Bertil) všimne v jednom z pohraničníky kontrolovaných vozů půvabné Myriam (Véra Valmont), která však mezitím pašuje ve své kabelce drahý diamant za 100 milionů franků. Ve frontě na celnici Myriam rychle diamant vytáhne a skryje v kapse Maurice. Mezitím si celá Mauricova rodina začne za zády přeposílat a ukrývat ponožky naplněné tabákem. Po kontrole se Myriam pokusí vytáhnout diamant z kapsy Maurice, jenže ten své sako i s diamantem uvnitř sundá a zamkne do svého kufru. Myriam a Mauricova rodina se od hraničního přechodu následně rozjedou. Myriam na rodinu narazí náhodou další den na silnici a diamantu se zmocní tak, že rodinu požádá, aby se v její maringotce mohla převléknout a tam bez vědomí rodiny vymění svůj kufr za Mauricův kufr s diamantem. Myriam odveze kufr za svým šéfem Fredem (Max Révol) a jeho komplici do nočního klubu Korida, jenže po otevření v kufru sako s diamantem nenajdou. Fred vyšle za rodinou své komplice Pedra a Gonzála (Jacques Dynam a Albert Pilette), mezitím Maurice a Léon, nevědíce o diamantu, přesypou tabák z kapes saka (i s diamantem) do krabičky. Později Fred vyláká Maurice s rodinou do svého klubu a pokusí se rodinu opít, jenže Maurice se zdá být proti alkoholu imunní. Při uměle vyvolané rvačce se Fred a bandité saka zmocní, o sako se ovšem začne rvát s personálem klubu celá rodina, nakonec se jí podaří zvítězit a klub opustí. Další den Fred a jeho banda ale unese Jacquese. Rodina začne Freda pronásledovat, strhne na sebe ale jednotku policie. Fred se rozhodne, že Jacquese z vozu vyhodí, aby mohl i se svou bandou zmizet. Rodinu ale dožene policie a nalezne u nich hledaný diamant, rodinu tak zatkne. Film končí v Paříži v taxíku Maurice, ve kterém nevědomě převáží Freda a Myriam.

## Obsazení
| Louis de Funès    | Maurice Berger, řidič taxi             |
| Paulette Dubost   | Germaine, Mauricova žena               |
| Guy Bertil        | Jacques Berger, syn Maurice a Germaine |
| Raymond Bussières | Léon, Mauricův švagr                   |
| Annette Poivre    | Mathilde, Léonova žena                 |
| Sophie Sel        | Nicole, dcera Léona a Mathilde         |
| Véra Valmont      | Myriam                                 |
| Jacques Dynam     | Pedro, bandita                         |
| Albert Pilette    | Gonzalès, bandita                      |
| Max Révol         | Fred, hlava banditů                    |
| Jacques Bertrand  | Carlos, Fredův stoupenec               |
| Louis Bugette     | Casimir, soused Maurice                |
| Jacques Dufilho   | cestující taxi                         |
| Roger Demart      | barman                                 |